# بریستول سیدلی نیمباس
بریستول سیدلی نیمباس (به انگلیسی: Bristol Siddeley Nimbus) یک موتور هواگرد ساختِ کارخانهٔ بریستول سیدلی در کشور بریتانیا است.